# Aqmal Baqtijarow
Aqmal Anwaruly Baqtijarow (kasachisch Ақмал Анварұлы Бақтияров; * 2. Juni 1998 in Talghar) ist ein kasachischer Fußballspieler.

## Karriere

### Verein
Baqtijarow begann seine Karriere beim FK Qairat Almaty. Im August 2017 stand er gegen Schachtjor Qaraghandy erstmals im Kader der Profis von Qairat, für die er jedoch nie zum Einsatz kam.
Im September 2018 wechselte er nach Armenien zum FC Arzach. Sein Debüt in der Bardsragujn chumb gab er im selben Monat, als er am neunten Spieltag der Saison 2018/19 gegen den FC Schirak Gjumri in der Startelf stand und in der Halbzeitpause durch Grigor Aghekjan ersetzt wurde. Bis zur Winterpause kam er zu acht Einsätzen in der höchsten armenischen Spielklasse, in denen er drei Tore erzielte.
Nach nur vier Monaten in Armenien wechselte Baqtijarow im Januar 2019 nach Russland zum Zweitligisten FK Sotschi. Für Sotschi absolvierte er bis Saisonende sechs Spiele in der Perwenstwo FNL, zu Saisonende stieg er mit dem Verein in die Premjer-Liga auf. Sein Debüt in der höchsten russischen Spielklasse gab er im Oktober 2019 gegen den FK Rostow. In der Saison 2019/20 absolvierte er zwei Erstligaspiele. Nach insgesamt drei Erstligaeinsätzen kehrte er im März 2021 nach Kasachstan zurück und schloss sich Schetissu Taldyqorghan an.

### Nationalmannschaft
Baqtijarow kam im Januar 2016 zu fünf Einsätzen für die kasachische U-18-Auswahl. Im Oktober 2016 spielte er drei Mal für die U-19-Mannschaft. Zwischen März 2018 und November 2020 kam er zu neun Einsätzen im U-21-Team.